# 佳琼镇
佳琼镇（藏語：བྱ་ཁྱུང་，威利转写：bya khyung），是中华人民共和国西藏自治区那曲市班戈县下辖的一个乡镇级行政单位。

## 行政区划
佳琼镇下辖以下地区：
多尔查社区、多地村、央木布村、那高查村、热卡努玛村和热卡下玛村。